# Yechiva de Mir
La yechiva de Mir (ou yeshiva de Mir) (hébreu : ישיבת מיר, Yeshivas Mir), connue comme la Mirrer Yeshiva ou Mir, est une yechiva orthodoxe de rite lituanien de Jérusalem en Israël. Avec 6 000 étudiants, c'est la plus grande yechiva d'Israël. De nombreux étudiants viennent des États-Unis et du Canada. Elle constitue la plus grande yechiva au monde. Le rabbin Nosson Tzvi Finkel est le rosh yeshiva de la yechiva à Jérusalem jusqu'à sa disparition, le 8 novembre 2011. Son fils, le rabbin Eliézer Yehouda Finkel lui succède.

## Histoire

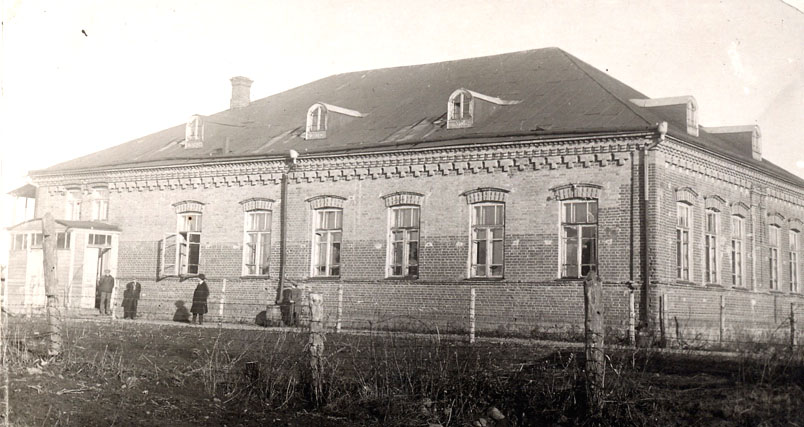
Yeshiva de Mir, bâtie en 1817 dans l'actuelle Biélorussie, v. 1931

La yechiva de Mir est fondée en 1814 par le rabbin Shmuel Tiktinsky dans la petite ville de Mir, en actuelle Biélorussie. Après sa disparition, son fils cadet, Haim Leib Tiktinsky, est nommé rosh yeshiva, puis ce sera son petit-fils, Avrohom Tiktinsky. C’est sous sa direction qu’Eliyahu Boruch Kamai vient enseigner à la yechiva. En 1903, la fille du rabbin Kamai épouse le rabbin Eliezer Yehuda Finkel (Reb Leizer Yudel), le fils du rabbin Nosson Tzvi Finkel, qui prend la direction de la yechiva après le décès de son beau-père.
Durant la Première Guerre mondiale, la yechiva déménage à Poltava en Ukraine. La yeshiva retourne, en 1921, à Mir, où elle demeure jusqu'à l'invasion de la Pologne par l’Allemagne nazie en 1939.
De nombreux élèves partent de la yechiva lorsque l'Armée rouge de l'Union soviétique envahit par l'est, mais la yechiva continue de fonctionner, avec une réduction d'effectifs, jusqu'à l'approche de l'armée allemande qui oblige les dirigeants de la yechiva à déplacer la communauté entière à Keidan en Lituanie.

## Fondation à Jérusalem

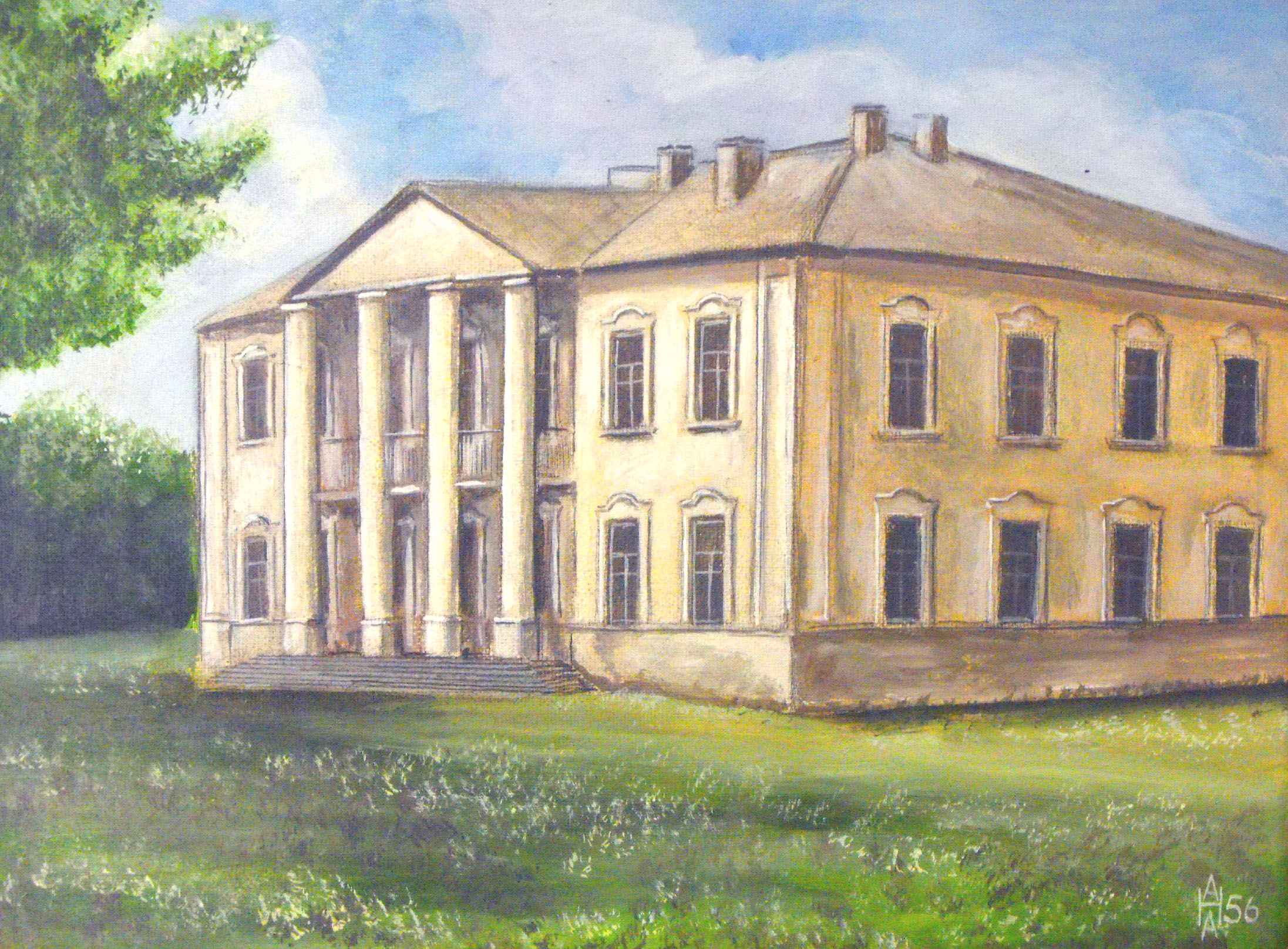
Yechiva de Mir, par Anatoly Nalivaev/, 1956

À peu près à cette époque, le rabbin Eliezer Yehuda Finkel voyage en Palestine mandataire pour obtenir des visas pour ses étudiants et pour rétablir la yechiva en Terre d'Israël, mais ses plans sont interrompus par le déclenchement de la Seconde Guerre mondiale. En 1944, le rabbin Finkel ouvre une succursale de la yechiva à Jérusalem avec une dizaine d'étudiants, parmi eux le rabbin Yudel Shapiro (plus tard Rosh Kollel Chazon Ish), le rabbin Haïm Brim (Rosh Yeshiva de suite Rizhn-Boyan, et le rabbin Haïm Greineman.
Comme les armées allemandes ont continué à pousser à l'Est, les étudiants de la yechiva ont fui à Shanghai en Chine, grâce aux visas de transit pour le Japon délivrés par Chiune Sugihara, consul général du Japon en Lituanie, enfreignant alors les ordres de sa hiérarchie, reconnu Juste parmi les nations en 1985. Les étudiants de Mir réfugiés à Shanghaï y sont restés jusqu'à la fin de la guerre.

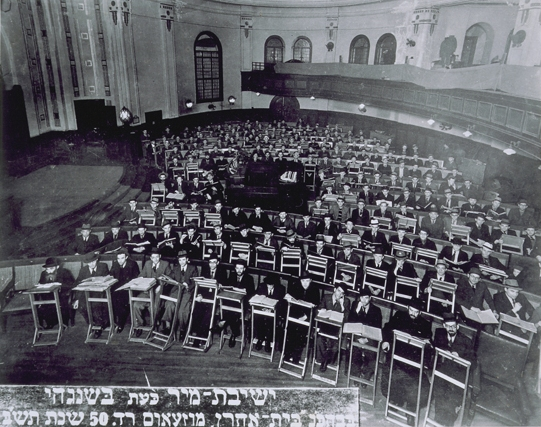
Étudiants, enseignants et rabbins de la yeshiva de Mir en exil, à la synagogue espagnole Beth Aaron de Shanghaï (Chine), 1942

L'histoire de l'évasion vers l'Extrême-Orient de la Yeshiva de Mir, avec des milliers d'autres réfugiés juifs durant la Seconde Guerre mondiale, a fait l'objet de plusieurs livres et films, y compris le documentaire de PBS Conspiracy of Kindness. 

### Après la Shoah
Après la guerre, la plupart des réfugiés juifs du ghetto de Shanghai partent pour la Palestine et pour les États-Unis. Parmi eux, se trouvent les survivants de la yeshiva de Mir, dont beaucoup ont rejoint la yechiva à Jérusalem.

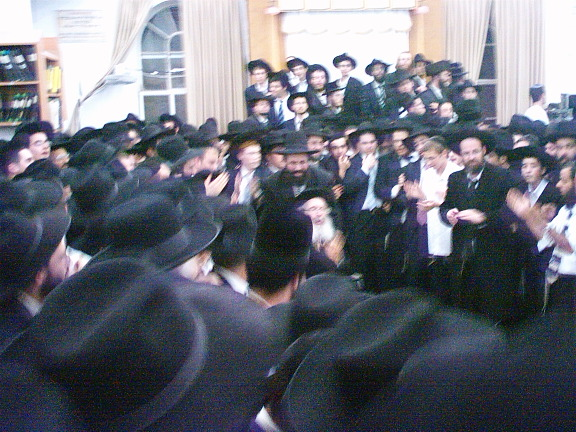
Célébration de Simchat Beit HaShoeivah, 2006

Lorsque le rabbin Finkel meurt le 19 juillet 1965 (19 Tammouz 5725), son fils, le rabbin Beinish Finkel et son beau-frère, le rabbin Chaim Leib Shmuelevitz deviennent les Rosh Yeshiva. Reb Chaim est considéré comme le principal rosh yeshiva et quand il meurt, son neveu, le rabbin Nochum Partzovitz, le remplace. Le rabbin Beinish Finkel devient Rosh Yeshiva après le décès du rabbin Nochum Partzovitz. À la mort du rabbin Beinish en 1990, son neveu et gendre, le rabbin Nathan Tsvi Finkel devient Rosh Yeshiva. Après la mort soudaine de ce dernier, le 8 novembre 2011, son fils aîné, le rabbin Eliézer Yehouda Finkel, est nommé comme successeur de son père.

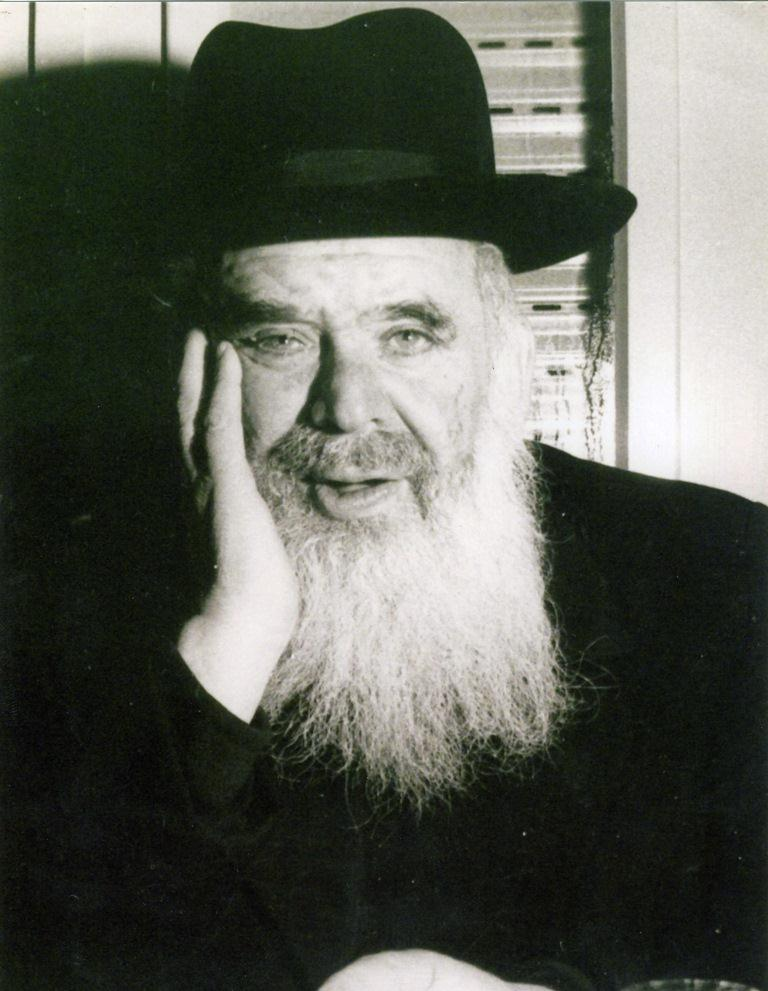
Le rabbin Chaim Leib Shmuelevitz, rosh yeshiva de Mir pendant quarante ans, en Pologne, en Chine, et à Jérusalem, photo de 1958
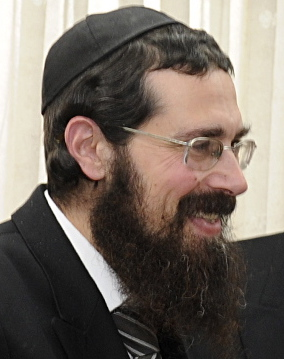
Rabbin Eliézer Yehouda Finkel (II), Rosh Yeshiva depuis 2011, photo de  2012

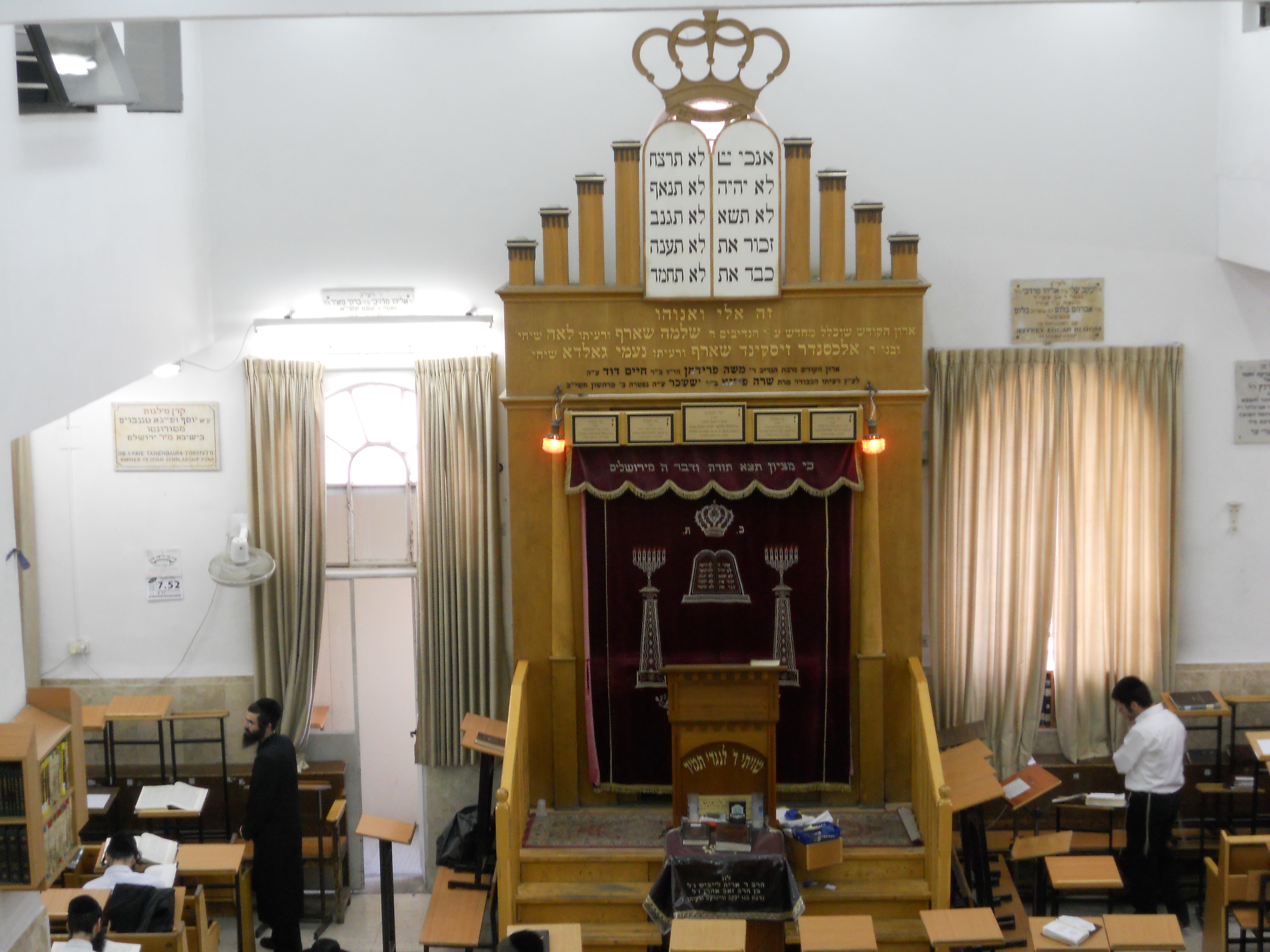
Arche sainte de la synagogue de la yeshiva de Mir, Jérusalem

## Cours

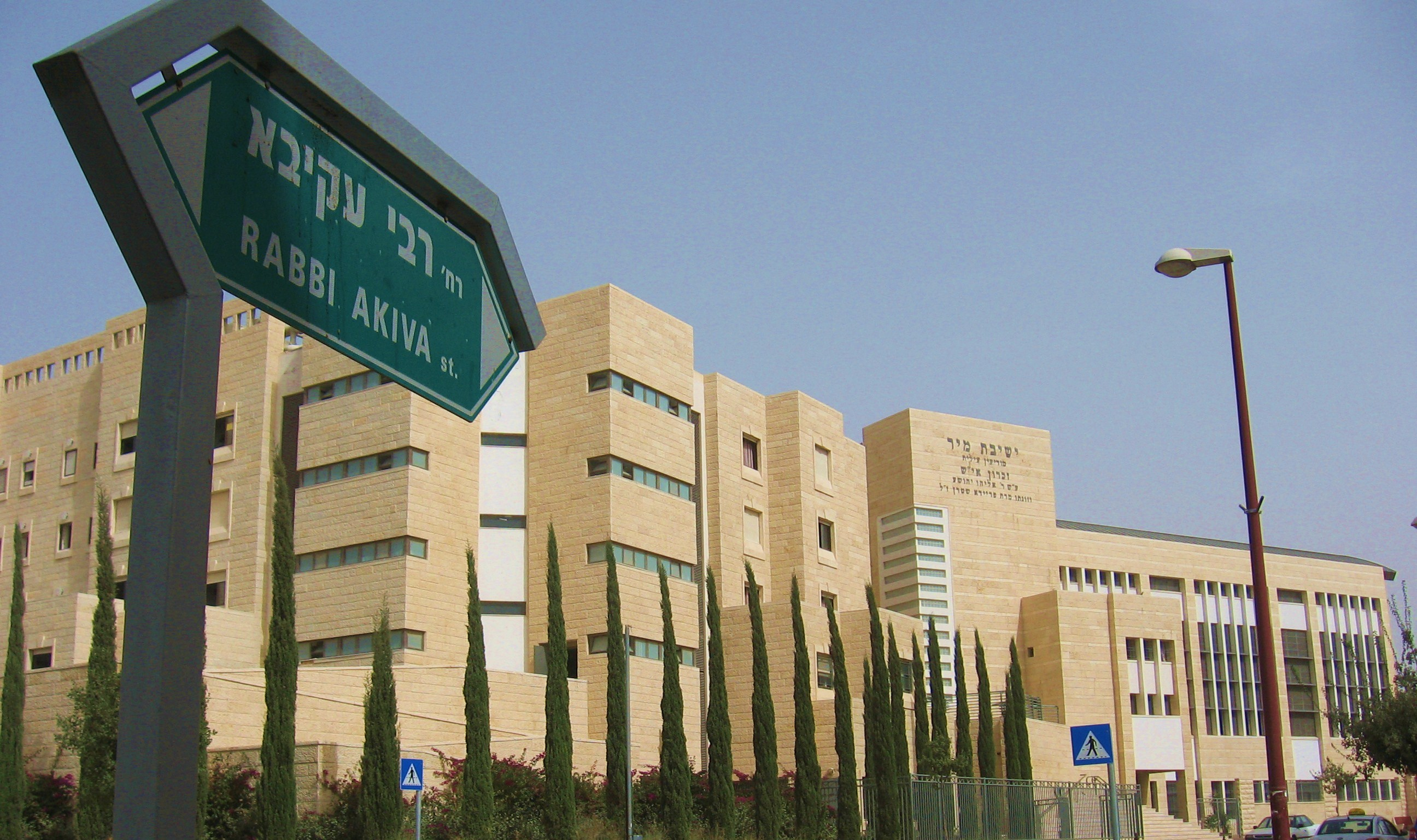
Mir Brachfeld à Modi'in Illit

Il y a différents cours offerts aux étudiants dans la yechiva. Actuellement, le rabbin Asher Arieli, donne un cours (shiour) en yiddish, à environ 600 étudiants dans son cours, de fait la plus grande audience pour un cours quotidien dans une yechiva, au monde.

## Mir Brachfeld
La yechiva a une succursale récente à Modi'in Illit principalement pour les Israéliens, incluant un kollel. Mir Brachfeld est dirigée par le rabbin Aryeh Finkel, petit-fils du rabbin Eliezer Yehuda Finkel.

## Anciens membres notables
- Yitzchak Berkovits (en)
- Naftoli Carlebach
- Moshe Faskowitz
- Zvi Holland, Rosh Kollel, Phoenix Community Kollel
- Yisrael Mendel Kaplan (en)
- Azriel Levy, rédacteur en chef du Oz VeHadar version du Talmud
- Yaakov Luban (en)
- Aryeh Leib Malin (en)
- Simcha Sheps
- Yechiel Yaakov Weinberg
- Aron Wolf

## Direction actuelle
- Eliezer Yehuda Finkel - Rosh Yeshiva
- Refoel Shmuelevitz
- Yitzchok Ezrachi (en)
- Aharon Chodosh - Mashgia'h Rou'hani
- Aryeh Finkel - Rosh Yeshiva, Mir Brachfeld
- Binyomin Carlebach
- Nachman Levovitz
- Yisroel Glustein